# Муниципалитет
Муниципалитет (нем.  Munizipalität, от лат. municipium — самоуправляющаяся община):
- в некоторых языках термин для обозначения органа местного самоуправления (МСУ), к понятию «муниципалитет» относят органы городской и районной администрации (местные органы исполнительной власти);
- также, в некоторых языках соответствующее слово (например, англ. municipality) является основным словом для обозначения административных единиц местного уровня (города, района, посёлка, деревни) и, в частности, для перевода слов «коммуна» и «община».

## История
В некоторых государствах муниципалитет является единой административной единицей определённого уровня (обычно 2-го или 3-го), независимо от наличия и количества в нём городов. Во многих из таких государств муниципалитет — наименьшая административная единица, управляемая выборными органами. В таком случае понятие муниципалитет является синонимом понятий община, коммуна и волость, и используется в русском языке, лишь если в оригинальном языке используется аналогичное слово.
В Российской империи городская дума или управа являлась аналогом муниципалитета в Западной Европе.
В России применяется термин «муниципальное образование», что используется как общее слово для тех административных единиц, отличных от субъектов федерации (то есть 2-го или 3-го уровней), в которых существует местное самоуправление. В некоторых случаях (например, в Ярославле), муниципалитетом называется городской парламент.
В Соединенных Штатах под муниципалитетом обычно понимают город, поселок, деревню или другое местное самоуправление, образованное муниципальной хартией штата как «муниципальная корпорация» (municipal corporation). В контексте законодательства штата, некоторые кодексы штатов США определяют «муниципалитет» более широко, от самого штата до любых политических подразделений, на которые распространяется юрисдикция над территорией, которая может включать несколько населенных пунктов и населенных мест.